# Falloria mimetica
Falloria mimetica är en mångfotingart som först beskrevs av Chamberlin 1918.  Falloria mimetica ingår i släktet Falloria och familjen Xystodesmidae. Inga underarter finns listade i Catalogue of Life.